# Jacob Epstein
Jacob Epstein, född 10 november 1880 i New York, död 19 augusti 1959 i London, var en brittisk skulptör av judisk-rysk-polsk härstamning.
Jacob Epstein utbildade sig i Storbritannien och Paris och tog intryck av Auguste Rodin. Han banade väg som en av expressionismens främsta målsmän. Hans första uppseendeväckande arbeten inom monumentalskulpturen var 18 dekorativa figurer för British Medical Association 1908. Bland hans många gravmonument märks det över Oscar Wilde, utfört i Paris 1909. Under 1920-talet var Epstein sysselsatt med stora arbeten för offentliga byggnadsverk i London. År 1925 utgav han 35 blad över Contemporary British artists.